# A River Changes Course
Pour plus de détails, voir Fiche technique et Distribution.
A River Changes Course est un film documentaire cambodgien réalisé par Kalyanee Mam en 2013.
Il a été présenté au Festival de Sundance 2013, où il a remporté le Grand prix du jury international pour un documentaire.

## Synopsis
Deux fois par an au Cambodge, la rivière Tonlé Sap change de cours, et la faune et la flore des environs se noie dans un cycle perpétuel de mort et de résurrection, de création et de destruction.

## Fiche technique
- Titre : A River Changes Course
- Titre original :
- Réalisation : Kalyanee Mam
- Genre : film documentaire
- Langue : khmer
- Durée : 83 minutes
- Pays d'origine : Cambodge
- Dates de sortie :
  -  Festival de Sundance 2013 : janvier 2013

## Distinctions

### Récompenses
- Festival du film de Sundance 2013 : Grand prix du jury (documentaire international)

### Nominations
- Festival du film de Sydney 2013 : sélection « International Documentaries »
- Independent Spirit Awards 2014 : Truer Than Fiction Award